# Battaglia di La Prairie
La battaglia di La Prairie è stato un attacco all'insediamento di La Prairie, Nuova Francia.
Una contingente inglese e indiano si mosse verso Nord, da Albany per attaccare Montréal ma venne respinto dai francesi e dai loro alleati indiani, causando però gravi perdite.

## Contesto storico
Durante l'estate del 1691 un distaccamento inglese guidato dal governatore Pieter Schuyler aveva attaccato vari insediamenti francesi, lungo il fiume Richelieu a sud di Montréal.
Il governatore coloniale francese Callière decise di ammassare una forza di 700-800 francesi nel forte di La Prairie, nella sponda sud del San Lorenzo.

## Battaglia
Schuyler sorprese la ben più grande forza francese in una tempesta, poco prima dell'alba dell'11 agosto, infliggendo gravi perdite prima di ritirarsi dall'altra parte del fiume Richelieu.
Il distaccamento di Schuyler sarebbe potuto tornare integro ma si scontrò con una forza francese di 160 uomini guidati da Valrennes che era stato inviato a bloccare la strada per Chambly.
I due schieramenti si scontrarono in un duro combattimento corpo a corpo per circa un'ora, fino a quando le forze di Schuyler riuscirono a scappare.

## Conseguenze
I francesi avevano subito numerose perdite nell'imboscata iniziale ma le perdite subite dalle forze di Albany, dopo il contrattacco di Valrennes obbligarono Schuyler a terminare la spedizione e a ritirarsi ad Albany.
La battaglia fu anche il soggetto di un poema del XIX secolo di William Douw Schuyler-Lighthall. Nel 1921 il luogo del contrattacco di Valrennes fu designato come National Historic Site of Canada